# Gryon sulawense
Gryon sulawense är en stekelart som beskrevs av G. Mineo 1990. Gryon sulawense ingår i släktet Gryon och familjen Scelionidae. Inga underarter finns listade i Catalogue of Life.